# Paletti
Paletti je priimek več znanih ljudi:
- Riccardo Paletti (1958—1982), italijanski dirkač Formule 1
- Silvana Paletti (*1947), slovenska pisateljica, ki piše v rezijanščini